# Međunarodni odnosi
Međunarodni odnosi područje su javnog djelovanja, i grana političkih znanosti, koja se bavi vanjskom politikom države unutar međunarodnog sustava. 
To uključuje i uloge međunarodnih organizacija, nevladinih organizacija (NVO), i međunarodnih korporacija. 
Međunarodni odnosi se bave analizom i formulacijom vanjske politike.

## Teorije
Postoji niz pristupa teoriji međunarodnih odnosa, uključujući konstruktivizam, institucionalizam, marksizam. Najdominantnije su škole realizma i liberalizma.